# Pierre Moreau
Pierre Moreau (* 22. August 1895 in Antibes; † 17. Juli 1972 in Paris) war ein französischer Romanist und Literaturwissenschaftler.

## Leben und Werk
Moreau ging in Nizza zur Schule, studierte in Paris und Lyon, bestand 1920 die Agrégation des lettres und war kurzzeitig Gymnasiallehrer in Albi. Von 1921 bis 1934 war er Professor für französische Literaturgeschichte an der Universität Freiburg (Schweiz). Er habilitierte sich 1932 mit den Thèses Le Classisme des romantiques (Paris 1932) und Ferdinand Denis (1798-1890), journal (1829-1848) (Fribourg 1932). Dann war er von 1934 bis 1945 Professor an der Universität der Franche-Comté (dort von 1937 bis 1942 auch Dekan). Anschließend war er Professor an der Sorbonne.
Moreau war der Schwiegersohn von Victor Giraud.

## Weitere Werke
- Le victorieux XXe siècle, Paris 1925
- Chateaubriand. L'homme et la vie, le génie et les livres, Paris 1927
- Le romantisme, Paris 1932, 1957 (Histoire de la littérature française, Bd. 8,  hrsg. von Jean Calvet)
- La conversion de Chateaubriand, Paris 1933
- (Hrsg.) Bossuet, Choix d'Oraisons funèbres, Paris 1933
- L'Histoire en France au XIXe siècle. État présent des travaux et esquisse d'un plan d'études, Paris 1935
- Les "Destinées" d'Alfred de Vigny, Paris 1936, 1946
- Montaigne. L’homme et l’œuvre, Paris 1939, 1953, 1958, 1966
- Racine. L’homme et l’œuvre, Paris 1943, 1956, 1959, 1971
- Victor Giraud, Paris 1944
- Maurice Barrès, Paris 1946
- Sainte-Beuve, poète latin, Besançon 1949
- Chateaubriand. L'homme et l'œuvre, Paris 1956, 1960, 1962, 1967, 1969
- La tradition française du poème en prose avant Baudelaire, Paris 1959, 1969
- La critique littéraire en France, Paris 1960, 1969
- "Les Contemplations" ou Le temps retrouvé, Paris 1962
- Amours romantiques, Paris 1963
- La critique selon Sainte-Beuve, Paris  1964
- Maurice de Guérin ou les métamorphoses d'un Centaure, Paris 1965
- Âmes et thèmes romantiques, Paris 1965
- Sylvie et ses soeurs nervaliennes, Paris 1966
- Barrès, Paris 1970 (Les Ecrivains devant Dieu)
- L'offrande lyrique de Paul Claudel. L'époque des "Grandes Odes" et du "Processionnal", Paris 1969, 1971
- Le Moi et le sentiment de l'existence dans la littérature française contemporaine 1966-1970, Paris 1973
- (Hrsg.) Chateaubriand, Atala. René. Les Aventures du dernier Abencérage, Paris 1978